# Juan Alonso (1998)
Juan Gerardo Ramírez Alonso (Guadalajara, 16 mei 1998) is een Mexicaans-Spaans voetballer die als verdediger speelt.

## Carrière
Juan Alonso speelde in Mexico in de jeugd van Necaxa en Cruz Azul. In 2018 vertrok hij naar het Spaanse CF Lorca Deportiva, waarmee hij in de eerste helft van het seizoen 2018/19 in de Tercera División speelde. In de winterstop vertrok hij naar het Litouwse FC Stumbras, waarmee hij in de A Lyga uitkwam. In de zomer van 2019 sloot hij na een proefperiode transfervrij aan bij Roda JC Kerkrade, waar hij een contract voor twee jaar tekende. Hij debuteerde voor Roda op 9 augustus 2019, in de met 1-1 gelijkgespeelde thuiswedstrijd tegen Almere City FC. Na de eerste drie competitiewedstrijden gespeeld te hebben, raakte hij zijn plaats in het elftal kwijt en speelde hij alleen nog een bekerwedstrijd. In de zomer van 2020 werd zijn contract ontbonden. In april 2021 sloot hij aan bij Tepatitlán FC, waar hij niet in actie kwam. Hierna vertrok hij naar CD Ribert, wat actief is op het vijfde niveau van Spanje.

### Statistieken
| Seizoen                         | Club               | Land           | Competitie        | Competitie | Competitie | Beker | Beker | Totaal | Totaal |
| Seizoen                         | Club               | Land           | Competitie        | Wed.       | Dlp.       | Wed.  | Dlp.  | Wed.   | Dlp.   |
| ------------------------------- | ------------------ | -------------- | ----------------- | ---------- | ---------- | ----- | ----- | ------ | ------ |
| 2018/19                         | CF Lorca Deportiva | Spanje         | Tercera División  | 9          | 0          | –     | –     | 9      | 0      |
| 2019                            | FC Stumbras        | Litouwen       | A Lyga            | 13         | 0          | ?     | ?     | 13     | 0      |
| 2019/20                         | Roda JC Kerkrade   | Nederland      | Eerste divisie    | 3          | 0          | 1     | 0     | 4      | 0      |
| 2020/21                         | Tepatitlán FC      | Mexico         | Liga de Expansión | 0          | 0          | –     | –     | 0      | 0      |
| 2021/22                         | CD Ribert          | Spanje         | Tercera División  | 1          | 0          | ?     | ?     | 1      | 0      |
| Carrièretotaal                  | Carrièretotaal     | Carrièretotaal | Carrièretotaal    | 26         | 0          | 1     | 0     | 27     | 0      |
| Bijgewerkt op 13 september 2021 |                    |                |                   |            |            |       |       |        |        |